# アルボラン海

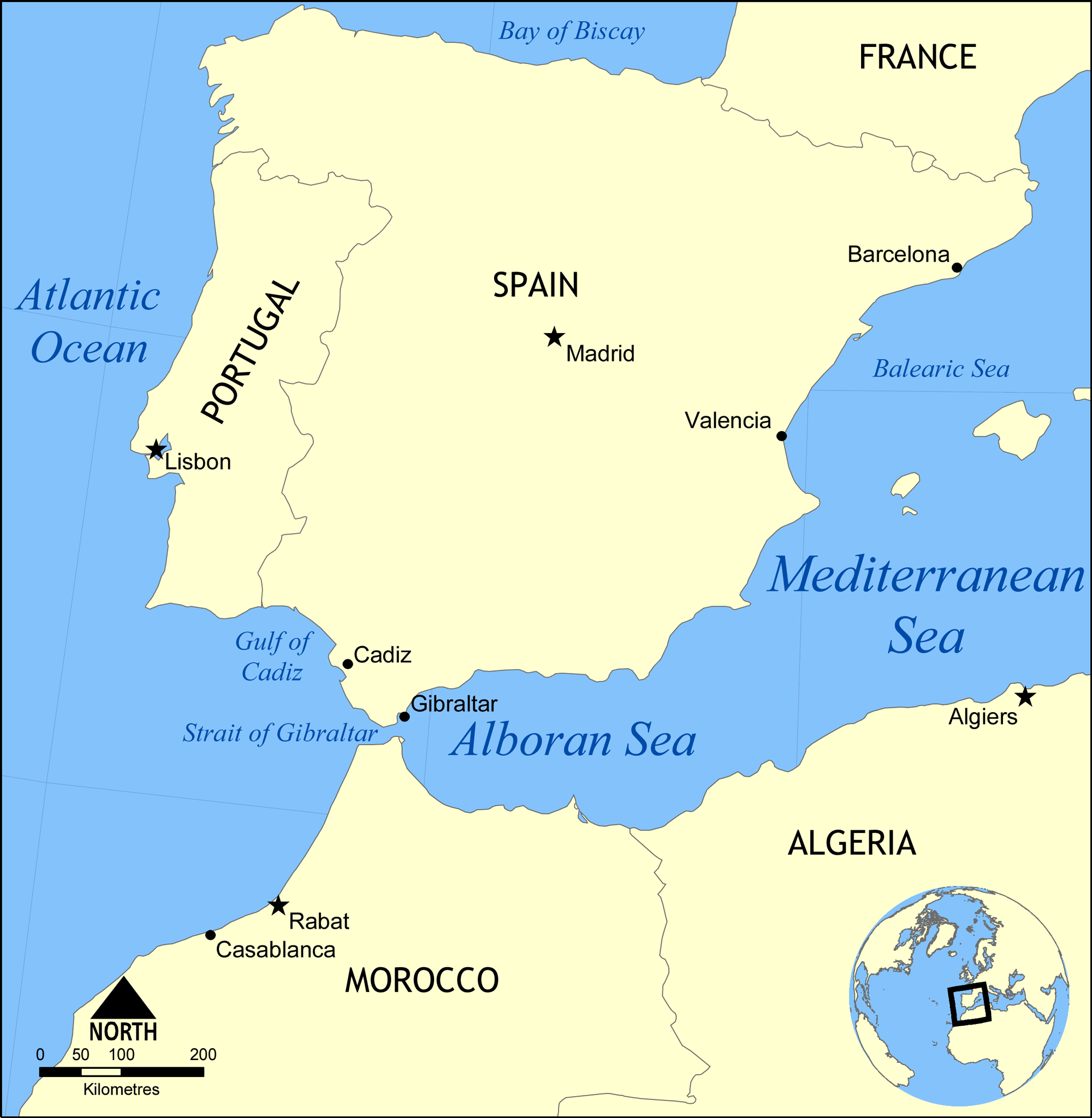
アルボラン海の位置

アルボラン海（アルボランかい、スペイン語:Mar de Alborán、アラビア語:بحر البوران、）は、地中海西部の海域である。

## 定義
アルボラン海は国際水路機関の定義では以下の通りである。
- 西端：ジブラルタル南端のエウローパ岬とセウタのアルミナ半島先端を結ぶ線。
- 東端：スペインのアンダルシア州ガタ岬とアルジェリアのフェガロ岬(北緯35度36分 西経1度12分 / 北緯35.600度 西経1.200度)を結ぶ線。

## 地理
アルボラン海は東西に長く伸びた海域であり、北にイベリア半島、南にアフリカ大陸が位置する。東は地中海主要部であり、西はジブラルタル海峡につながっている。海域内にはスペイン領のアルボラン島などの島々が点在している。なお、アルボラン海の海流は、表層は東方向への流れが主であるのに対して、深層は西方向への流れが主である。